# Giuseppe Soldera
Giuseppe Soldera (Milano, 31 luglio 1894 – Caporetto, 25 ottobre 1917) è stato un calciatore italiano, di ruolo difensore.
Era il fratello minore di Francesco Soldera e per questo noto anche come Soldera II.

## Carriera
Giocò con l'U.S. Milanese dal 1912 al 1914. Nel primo di questi campionati disputò 8 incontri, mentre numerose furono le sue apparizioni anche in quello successivo (15 presenze e almeno 4 reti), insieme a due presenze nella Coppa Doria. Nel 1914-1915 si trasferì all'Acqui, neopromosso in Prima Categoria, disputando tutte le dieci partite e segnando due reti.
Nel 1915 fu richiamato come caporale del 23º reggimento artiglieria. Morì per ferite riportate in combattimento sul medio Isonzo nei giorni della disfatta di Caporetto.

## Statistiche

### Presenze e reti nei club
| Stagione             | Squadra              | Campionato           | Campionato | Campionato | Coppe nazionali | Coppe nazionali | Coppe nazionali | Coppe continentali | Coppe continentali | Coppe continentali | Altre coppe | Altre coppe | Altre coppe | Totale | Totale |
| Stagione             | Squadra              | Comp                 | Pres       | Reti       | Comp            | Pres            | Reti            | Comp               | Pres               | Reti               | Comp        | Pres        | Reti        | Pres   | Reti   |
| -------------------- | -------------------- | -------------------- | ---------- | ---------- | --------------- | --------------- | --------------- | ------------------ | ------------------ | ------------------ | ----------- | ----------- | ----------- | ------ | ------ |
| ...                  |                      |                      |            |            |                 |                 |                 |                    |                    |                    |             |             |             |        |        |
| 1912-1913            | U.S. Milanese        | PC                   | 8          | 0          |                 |                 |                 |                    |                    |                    |             |             |             | 8+     | 0+     |
| 1913-1914            | U.S. Milanese        | PC                   | 15         | 4+         |                 |                 |                 |                    |                    |                    | CD          | 2           | 2           | 17+    | 6+     |
| Totale U.S. Milanese | Totale U.S. Milanese | Totale U.S. Milanese | 23         | 4+         |                 |                 |                 |                    |                    |                    |             | 2           | 2           | 25+    | 6+     |
| 1914-1915            | Acqui                | PC                   | 10         | 2          |                 |                 |                 |                    |                    |                    |             |             |             |        |        |
| Totale carriera      | Totale carriera      | Totale carriera      | 33         | 6+         |                 |                 |                 |                    |                    |                    |             | 2           | 2           | 35+    | 8+     |